# Bulbul orfeu
El bulbul orfeu, bulbul de bigoti vermell o bulbul de bigot roig (Pycnonotus jocosus), és un ocell de la família dels picnonòtids (Pycnonotidae). Habita zones boscoses, terres de conreu i ciutats de l'Índia, Myanmar, sud-est de la Xina, Sud-est Asiàtic i les illes Andaman. El seu estat de conservació es considera de risc mínim.
S'ha introduït a diversos indrets com ara el sud-est d'Austràlia i les illes Hawaii. Hi ha observacions recents d'ocells en llibertat als Països Catalans.